# Ardeer (Victoria)
Ardeer ist ein Stadtteil der australischen Stadt Melbourne. Er befindet sich 16 km westlich des Stadtzentrums. 2016 hatte Ardeer eine Einwohnerzahl von 3103.
Mit der Eröffnung des Postamts im Jahr 1953 begann die Entwicklung des Stadtteils Ardeer. Das Postamt wurde 1979 wieder geschlossen.
Durch den Stadtteil verläuft das Kororoit Creek.